# Eschweilera bogotensis
Espèce
Synonymes
- Eschweilera kalbreyeri R.Knuth[1]
- Eschweilera oligosperma Cuatrec.[1]
- Eschweilera papillata L.Uribe[1]

Statut de conservation UICN

 VU B1+2c : Vulnérable
Eschweilera bogotensis est une espèce de plantes à fleurs de la famille des Lecythidaceae.

## Publication originale
- Repertorium Specierum Novarum Regni Vegetabilis 38: 115. 1935.